# Mary Island (Nunavut)
Mary Island – niezamieszkana wyspa w Zatoce Frobishera, w Archipelagu Arktycznym, w regionie Qikiqtaaluk, na terytorium Nunavut, w Kanadzie. W pobliżu Mary Island położone są wyspy: Bruce Island, Gay Island, Ogden Island, Peak Island i Pope Island.